# Den Uafhængige
Den Uafhængige var et dansk radiomedie med fokus på samfundsstof. Pr. 2. januar 2023 blev det overtaget af Frihedsbrevet, hvor morgenfladen En Uafhængig Morgen nu er fortsat.

## Historien
Under coronakrisen i 2020 begyndte den tidligere Radio24syv-journalist Asger Juhl og journalist Pernille Brunse at streame daglige interviews på facebook under navnet Den uafhængige corona-update.
I juni samme år blev mediet relanceret under navnet Den Uafhængige med et mere bredt fokus på samfundsstof. Med Rasmus Hummelmose som teknisk chef og Kasper Saugmann som strategichef blev Den Uafhængige stiftet som et selvstændigt firma, og det blev besluttet at starte en daglig morgenradio.
19. april 2021 gik En Uafhængig Morgen i luften første gang. Programmet debuterede på toplisten hos Podcastindex i september samme år som den største morgenflade på podcast.
Ved Prix Audio 2022 vandt den prisen for Årets morgenflade.

## Værter påEn Uafhængig Morgen
- Asger Juhl
- Adam Drewes
- Alexander Wils Lorenzen
- Camilla Boraghi
- Clara Vind
- Johanne Nedergaard
- Karoline Kert
- Kristian Danholm
- Kristian Henriksen
- Kristoffer Lind
- Nima Zamani
- Oliver Breum